# Ranchitos East
Ranchitos East – jednostka osadnicza w Stanach Zjednoczonych, w stanie Teksas, w hrabstwie Webb.